# Liste der Landesregierungen der Steiermark

Logo des Landes Steiermark

Die Liste der Landesregierungen der Steiermark listet alle Landesregierungen des zweitgrößten österreichischen Bundeslandes, der Steiermark, auf. Die erste wurde nach der Monarchie im Jahr 1918 gebildet.
Erster Landeshauptmann war der konservative Wilhelm Kaan von der damaligen Großdeutschen Volkspartei (GDVP), längstdienender Landeshauptmann war Josef Krainer senior von der Österreichischen Volkspartei (ÖVP), der dieses Amt von 6. Juli 1948 bis 28. November 1971 innehatte.
Die Partei, die am häufigsten den Landeshauptmann stellte, ist die ÖVP (15-mal) inklusive ihrer Vorgänger (GDVP, einmal, und Christlichsoziale Partei, fünfmal). Die Sozialdemokratische Partei Österreichs (SPÖ) war 1945 und seit 2005 wieder die stimmenstärkste Partei im Landtag und stellte mit Franz Voves von 2005 bis 2015 den Landeshauptmann, während sie 2015 auf dieses Amt verzichtete. In der Zeit des Ständestaats stellte die Vaterländische Front (VF) zwei Mal den Landeshauptmann.

## Legende und Liste
- Nr.: Nennt die chronologische Reihenfolge des jeweiligen Landeshauptmannes. Bei mehreren Amtsperioden wurden diese in einer Nr.-Spalte zusammengefasst.
- Landeshauptmann: Nennt den Namen des Landeshauptmannes.[1]
- Partei: Nennt die Partei, der der Landeshauptmann angehört (hat). Hinweis: Die Logos der ÖVP und SPÖ sind verlinkt, per Klick auf das Logo gelangt man auf den Artikel der Partei.
GVDP: Großdeutsche Volkspartei
CS: Christlichsoziale Partei
VF: Vaterländische Front
NSDAP: Nationalsozialistische Deutsche Arbeiterpartei
SPÖ: Sozialdemokratische Partei Österreichs
ÖVP: Österreichische Volkspartei
- Periode: Nennt die Legislaturperiode, in der der jeweilige Landeshauptmann tätig war.
- Amtszeit: Nennt die Zeit, in der der Landeshauptmann tätig war.[1]
- Landeshauptmann-Stellvertreter: Nennt den oder die Stellvertreter des Landeshauptmannes der jeweiligen Amtszeit.[1]
- Landesräte: Zählt alle Landesräte nach Alphabet geordnet auf, die in der jeweiligen Amtszeit ein Landesrats-Amt bekleideten.[1]

| Nr.                         | Landeshauptmann | Partei | Periode | Amtszeit                                                              | Landeshauptmann- Stellvertreter | Landesräte |
| --------------------------- | --- | ------ | ------- | --------------------------------------------------------------------- | --- | --- |
| Erste Republik (1918–1938)  | |        |         |                                                                       | | |
| 1                           | Wilhelm Kaan | GDVP   | 1.      | 6. November 1918 – 27. Mai 1919                                       | Anton Rintelen | Jakob Ahrer, August Einspinner, Arnold Eisler, Franz Hagenhofer, Michael Schacherl, Reinhard Machold, Michael Schoiswohl, Franz Prisching, Hans Resel, Viktor Wutte                                                                                 |
| 1                           | Wilhelm Kaan war der erste steirische Landeshauptmann der Ersten Republik. Er war neben dem Amt des Landeshauptmannes auch Rechtsanwalt. |        |         |                                                                       | | |
| 2                           | Anton Rintelen | CS     | 2.      | 27. Mai 1919 – 26. November 1920                                      | Josef Pongratz (bis 7. Juli 1920 und ab 13. Juli 1920) Jakob Ahrer | Arnold Eisler, Franz Hagenhofer, Erich Klusemann, Reinhard Machold, Franz Prisching, Hans Resel, Alois Riegler, Franz Tauschmann, Heinrich Wastian                                                                                                  |
| 2                           | Anton Rintelen | CS     | 3.      | 26. November 1920 – 20. November 1923                                 | Jakob Ahrer Josef Pongratz | Georg Gaß, Rudolf Hübler, Reinhard Machold, Ludwig Oberzaucher, Hans Paul, Franz Prisching, Hans Resel, Alois Riegler, Franz Winkler |
| 2                           | Anton Rintelen | CS     | 4.      | 20. November 1923 – 25. Juni 1926                                     | Jakob Ahrer (bis 1. Dezember 1924) Franz Prisching (1. Dezember 1924 bis 25. Juni 1926) Josef Pongratz                                                                | Adolf Enge, Georg Gaß, Rudolf Hübler, Reinhard Machold, Ludwig Oberzaucher, Hans Paul, Franz Prisching, Hans Resel, Alois Riegler, Franz Winkler |
| 2                           | Anton Rintelen wurde 1919 zweiter Landeshauptmann der Steiermark und hatte dieses Amt zunächst sieben Jahre inne. Er war Teil der konservativen Christlichsozialen Partei, die von 1919 bis 1934 den steirischen Landeschef stellte. Ihre Nachfolgerpartei, die ÖVP, war nach dem Zweiten Weltkrieg bis 2005 die dominante Partei der Steiermark.                     |        |         |                                                                       | | |
| 3                           | Franz Prisching | CS     | 5.      | 25. Juni 1926 – 22. Oktober 1926                                      | Josef Pongratz | Adolf Enge, Georg Gaß, Rudolf Hübler, Reinhard Machold, Ludwig Oberzaucher, Hans Paul, Franz Prisching, Hans Resel, Franz Winkler, Leopold Zenz |
| 3                           | Franz Prisching übernahm 1926 das Amt von Rintelen. Der Seelsorger hatte dieses Amt allerdings nur vier Monate inne. |        |         |                                                                       | | |
| 4                           | Alfred Gürtler | CS     | 6.      | 22. Oktober 1926 – 21. Mai 1927                                       | Josef Pongratz | Adolf Enge, Georg Gaß, Rudolf Hübler, Reinhard Machold, Ludwig Oberzaucher, Hans Paul, Franz Prisching, Hans Resel, Franz Winkler, Leopold Zenz |
| 4                           | Alfred Gürtler löste Prisching im Oktober 1926 ab und war bis Mai 1927 Landeshauptmann der Steiermark. Gürtler war Mitglied der österreichischen Delegation bei den Friedensverhandlungen von St. Germain. Von 1919 bis 1920 war Alfred Gürtler Mitglied der Konstituierenden Nationalversammlung.                                                                    |        |         |                                                                       | | |
| 5                           | Hans Paul | CS     | 7.      | 21. Mai 1927 – 23. April 1928                                         | Alois Riegler Josef Pongratz | Rudolf Hübler, Reinhard Machold, Ludwig Oberzaucher, Hans Resel, Franz Winkler, Leopold Zenz |
| 5                           | Hans Paul war hauptberuflich Ingenieur und stand der steirischen Landesregierung von Mai 1927 bis April 1928 vor. |        |         |                                                                       | | |
| 6                           | Anton Rintelen | CS     | 8.      | 23. April 1928 – 4. Dezember 1930                                     | Alois Riegler Josef Pongratz | Rudolf Hübler, Reinhard Machold, Ludwig Oberzaucher, Anton Regner, Hans Resel, Franz Winkler, Leopold Zenz |
| 6                           | Anton Rintelen | CS     | 9.      | 4. Dezember 1930 – 10. November 1933                                  | Reinhard Machold Josef Pichler | Anton Höpfl, Johann Leichin, Ludwig Oberzaucher, Anton Regner, Rudolf Hübler, Leopold Zenz |
| 6                           | Im April 1928 übernahm Rintelen erneut das Amt des steirischen Landeshauptmannes, dieses Mal allerdings für fünf Jahre. |        |         |                                                                       | | |
| 7                           | Alois Dienstleder | CS     | 10.     | 13. November 1933 – 2. November 1934                                  | Reinhard Machold (bis 12. Februar 1934) Josef Pichler (bis 15. März 1934) Egon Berger-Waldenegg (10. April bis 10. Juli 1934) Josef Hollersbacher (ab 10. April 1934) | Josef Hollersbacher, Anton Höpfl, Viktor Kollars, Peter Krenn, Johann Leichin, Ludwig Oberzaucher, Friedrich Pribitzer, Anton Regner, Rudolf Hübler, Leopold Zenz                                                                                   |
| 7                           | Alois Dienstleder war der letzte christlichsoziale Landeshauptmann der Steiermark. Er war dies für ein Jahr bis November 1934. |        |         |                                                                       | | |
| 8                           | Karl Maria Stepan | VF     | 11.     | 2. November 1934 – 3. März 1938                                       | Josef Hollersbacher | Alfons Gorbach, Viktor Kollars, Peter Krauland, Peter Krenn, Friedrich Pribitzer |
| 8                           | Stepan war zunächst Mitglied der CS. Kurz nachdem 1933 in Wien Engelbert Dollfuß den Ständestaat proklamiert hatte, zog Stepan nach Wien und war maßgeblich am Aufbau der Vaterländischen Front beteiligt, für die er auch erster Landeshauptmann der Steiermark 1934 wurde.                                                                                          |        |         |                                                                       | | |
| 9                           | Rolph Trummer | VF     | 12.     | 3. März 1938 – 11. März 1938                                          | Josef Hollersbacher | Alfons Gorbach, Viktor Kollars, Peter Krauland, Peter Krenn, Friedrich Pribitzer |
| 9                           | Trummer übernahm knapp eine Woche vor dem Anschluss Österreichs an das Deutsche Reich für die VF die Landeshauptmannschaft der Steiermark. Nach der Machtübernahme der Nationalsozialisten wurde er am 12. März 1938 abgesetzt. |        |         |                                                                       | | |
| 10                          | Sepp Helfrich | NSDAP  | 13.     | 12. März 1938 – 22. Mai 1938                                          | Armin Dadieu | Sepp Hainzl, Josef Papesch, Heinrich Pagl, Alois Sernetz, Josef Grassl, |
| 10                          | Nach dem Anschluss Österreichs wurde Helfrich neuer Landeshauptmann der Steiermark (zu diesem Zeitpunkt noch die Amtsbezeichnung Landeshauptmann). Jedoch hatte er dieses Amt nur für zwei Monate inne. |        |         |                                                                       | | |
| 11                          | Sigfried Uiberreither | NSDAP  | 14.     | 22. Mai 1938 – 20. Mai 1945                                           | nicht bekannt | nicht bekannt |
| 11                          | Den gesamten Zweiten Weltkrieg war Uiberreither Reichstatthalter in der Steiermark. Unmittelbar nach dem Krieg stellte er sich den Alliierten und trat als Zeuge vor dem Internationalen Militärgerichtshof in Nürnberg auf. Danach flüchtete der gebürtige Salzburger, um sich der jugoslawischen Justiz zu entziehen.                                               |        |         |                                                                       | | |
| Zweite Republik (seit 1945) | |        |         |                                                                       | | |
| 12                          | Reinhard Machold | SPÖ    | 15.     | 20. Mai 1945 – 28. Dezember 1945                                      | Alois Dienstleder Viktor Elser | Raimund Bachmann, Norbert Horvatek, Fritz Matzner, Anton Pirchegger, Ditto Pölzl, Josef Schneeberger, Ferdinand Wultsch |
| 12                          | Reinhard Machold initiierte eine provisorische Landesregierung mit Vertretern der SPÖ, ÖVP und der KPÖ, deren Landeshauptmann er wurde. Diese wurde sowohl von der sowjetischen Besatzungsmacht als auch von den nachfolgenden Briten anerkannt. Nach der ersten Landtagswahl nach dem Krieg wurde er, wie davor, wieder Landeshauptmannstellvertreter.               |        |         |                                                                       | | |
| 13                          | Anton Pirchegger | ÖVP    | 16.     | 28. Dezember 1945 – 6. Juli 1948                                      | Reinhard Machold Tobias Udier | Josef Hollersbacher, Josef Krainer senior, Udo Illig, Norbert Horvatek, Fritz Matzner, Ludwig Oberzaucher, Engelbert Rückl |
| 13                          | Pirchegger war der erste gewählte Landeschef der Steiermark nach dem Zweiten Weltkrieg. Aufgrund von massiven Herzproblemen, die ihn 1947 schon zu einer Pause zwangen, trat er 1948 schließlich zurück. |        |         |                                                                       | | |
| 14                          | Josef Krainer senior | ÖVP    | 17.     | 6. Juli 1948 – 12. November 1949                                      | Reinhard Machold Tobias Udier | Josef Krainer senior, Udo Illig, Norbert Horvatek, Fritz Matzner, Ludwig Oberzaucher, Ferdinand Prirsch, Engelbert Rückl, Franz Thoma |
| 14                          | Josef Krainer senior | ÖVP    | 18.     | 12. November 1949 – 15. April 1953 (→ Landesregierung Krainer s. II)  | Reinhard Machold Tobias Udier | Josef Elsnitz, Norbert Horvatek, Udo Illig, Fritz Matzner, Maria Matzner, Ludwig Oberzaucher, Ferdinand Prirsch |
| 14                          | Josef Krainer senior | ÖVP    | 19.     | 15. April 1953 – 9. April 1957 (→ Landesregierung Krainer s. III)     | Reinhard Machold (bis 21. Jänner 1954) Norbert Horvatek (ab 30. Jänner 1954) Tobias Udier                                                                             | Karl Brunner, Norbert Horvatek, Udo Illig, Fritz Matzner, Maria Matzner, Ferdinand Prirsch, Alfred Schachner-Blazizek, Anton Stepan |
| 14                          | Josef Krainer senior | ÖVP    | 20.     | 9. April 1957 – 11. April 1961                                        | Norbert Horvatek (15. April 1957 bis 15. Juni 1960) Fritz Matzner (ab 15. Juni 1960) Tobias Udier (ab 15. April 1957)                                                 | Karl Brunner, Hanns Koren, Fritz Matzner, Maria Matzner, Ferdinand Prirsch, Adalbert Sebastian, Alfred Schachner-Blazizek |
| 14                          | Josef Krainer senior | ÖVP    | 21.     | 11. April 1961 – 7. April 1965                                        | Fritz Matzner (bis 31. Dezember 1963) Tobias Udier (bis 31. Mai 1963) Hanns Koren (ab 5. Juni 1963) Alfred Schachner-Blazizek (ab 2. Jänner 1964)                     | Maria Matzner, Josef Gruber, Hanns Koren, Anton Peltzmann, Ferdinand Prirsch, Friedrich Niederl, Adalbert Sebastian, Alfred Schachner-Blazizek, Hans Bammer, Franz Wegart                                                                           |
| 14                          | Josef Krainer senior | ÖVP    | 22.     | 7. April 1965 – 6. April 1970                                         | Hanns Koren Alfred Schachner-Blazizek Friedrich Niederl (ab 14. Mai 1970)                                                                                             | Hans Bammer, Josef Gruber, Friedrich Niederl, Anton Peltzmann, Adalbert Sebastian, Franz Wegart |
| 14                          | Josef Krainer senior | ÖVP    | 23.     | 6. April 1970 – 28. November 1971                                     | Alfred Schachner-Blazizek (bis 17. September 1970) Adalbert Sebastian (ab 28. September 1970) Friedrich Niederl                                                       | Hans Bammer, Josef Gruber, Christoph Klauser, Friedrich Niederl, Anton Peltzmann, Adalbert Sebastian, Franz Wegart |
| 14                          | Josef Krainer senior übernahm 1948 vom kranken Anton Pirchegger den Landeshauptmannposten. Er hatte dieses Amt bis 1971 inne und ist damit heute noch mit 23 Jahren längstdienender Landeshauptmann der Steiermark. Er war auch maßgeblich an der Dominanz der ÖVP beteiligt, die erst 2005 durch die SPÖ beendet wurde.                                              |        |         |                                                                       | | |
| 15                          | Friedrich Niederl | ÖVP    | 24.     | 10. Dezember 1971 – 12. November 1974                                 | Adalbert Sebastian Franz Wegart | Hans Bammer, Josef Gruber, Christoph Klauser, Josef Krainer junior, Anton Peltzmann |
| 15                          | Friedrich Niederl | ÖVP    | 25.     | 12. November 1974 – 15. November 1978                                 | Adalbert Sebastian Franz Wegart | Hans Bammer, Josef Gruber, Kurt Jungwirth, Christoph Klauser, Josef Krainer junior, Anton Peltzmann |
| 15                          | Friedrich Niederl | ÖVP    | 26.     | 15. November 1978 – 4. Juli 1980                                      | Adalbert Sebastian Franz Wegart | Hans Bammer, Josef Gruber, Kurt Jungwirth, Christoph Klauser, Josef Krainer junior, Anton Peltzmann |
| 15                          | Friedrich Niederl übernahm 1971 vom im Amt verstorbenen Josef Krainer sen. das Amt. Der Jurist wurde 1960 von der Landesregierung zum Bezirkshauptmann von Feldbach ernannt. 1980 trat er vom Amt des Landeshauptmannes zurück und wurde Obmann der Raiffeisen Zentralbank Steiermark.                                                                                |        |         |                                                                       | | |
| 16                          | Josef Krainer junior | ÖVP    | 27.     | 4. Juli 1980 – 21. Oktober 1981                                       | Hans Gross Franz Wegart | Hans Georg Fuchs, Josef Gruber, Gerhard Heidinger, Kurt Jungwirth, Christoph Klauser, Simon Koiner, Anton Peltzmann |
| 16                          | Josef Krainer junior | ÖVP    | 28.     | 21. Oktober 1981 – 18. Oktober 1986                                   | Hans Gross Franz Wegart Kurt Jungwirth (ab 11. Jänner 1985) | Hans Georg Fuchs, Josef Gruber, Gerhard Heidinger, Kurt Jungwirth, Christoph Klauser, Simon Koiner, Helmut Heidinger, Josef Riegler, |
| 16                          | Josef Krainer junior | ÖVP    | 29.     | 18. Oktober 1986 – 18. Oktober 1991                                   | Hans Gross (bis 3. April 1990) Peter Schachner-Blazizek (ab 3. April 1990) Kurt Jungwirth                                                                             | Josef Gruber, Franz Hasiba, Gerhard Heidinger, Helmut Heidinger, Waltraud Klasnic, Christoph Klauser, Hermann Schaller, Dieter Strenitz, Erich Tschernitz                                                                                           |
| 16                          | Josef Krainer junior | ÖVP    | 30.     | 18. Oktober 1991 – 23. Jänner 1996                                    | Peter Schachner-Blazizek Franz Hasiba (bis 19. Oktober 1993) Waltraud Klasnic (ab 19. Oktober 1993)                                                                   | Gerhard Hirschmann, Erich Pöltl, Hans-Joachim Ressel, Michael Schmid, Erich Tschernitz, Anna Rieder, Günter Dörflinger, Dieter Strenitz |
| 16                          | Josef Krainer junior war wie sein Vater Mitglied der ÖVP und führte die Macht der Konservativen in der Steiermark fort. Im Gegensatz zu seinem Vater hatte er das Amt des Landeshauptmannes nur 16 Jahre inne. Nach einem eher knappen Wahlsieg 1996 übergab er sein Amt an Waltraud Klasnic.                                                                         |        |         |                                                                       | | |
| 17                          | Waltraud Klasnic | ÖVP    | 31.     | 23. Jänner 1996 – 15. Oktober 2000 (→ Landesregierung Klasnic I)      | Peter Schachner-Blazizek | Günter Dörflinger, Gerhard Hirschmann, Herbert Paierl, Erich Pöltl, Hans-Joachim Ressel, Anna Rieder, Michael Schmid |
| 17                          | Waltraud Klasnic | ÖVP    | 32.     | 15. Oktober 2000 – 25. Oktober 2005 (→ Landesregierung Klasnic II)    | Peter Schachner-Blazizek (bis 12. März 2002) Franz Voves (ab 12. März 2002) Leopold Schöggl (ab 7. November 2000)                                                     | Günter Dörflinger, Gerhard Hirschmann, Magda Bleckmann, Herbert Paierl, Erich Pöltl, Hans-Joachim Ressel, Anna Rieder, Hermann Schützenhöfer, Kurt Flecker, Kristina Edlinger-Ploder, Wolfgang Erlitz, Johann Seitinger, Gerald Schöpfer            |
| 17                          | Klasnic war die erste Frau im Amt des Landeshauptmannes. Im Gegensatz zu anderen Landeschefs wollte sie jedoch nicht als Landeshauptfrau, sondern mit Frau Landeshauptmann bezeichnet werden. Sie war die erste Frau Österreichs, die dieses Amt bekleidete, nachdem der eigentlich dafür vorgeschlagene Gerhard Hirschmann zu ihren Gunsten darauf verzichtet hatte. |        |         |                                                                       | | |
| 18                          | Franz Voves | SPÖ    | 33.     | 25. Oktober 2005 – 21. Oktober 2010 (→ Landesregierung Voves I)       | Hermann Schützenhöfer Kurt Flecker | Kristina Edlinger-Ploder, Johann Seitinger, Christian Buchmann, Manfred Wegscheider, Helmut Hirt, Bettina Vollath |
| 18                          | Franz Voves | SPÖ    | 34.     | 21. Oktober 2010 – 16. Juni 2015 (→ Landesregierung Voves II)         | Hermann Schützenhöfer Siegfried Schrittwieser | Kristina Edlinger-Ploder, Johann Seitinger, Christian Buchmann, Bettina Vollath, Elisabeth Grossmann bis 21. Jänner 2013, Michael Schickhofer ab 21. Jänner 2013, Gerhard Kurzmann                                                                  |
| 18                          | Franz Voves, ein ehemaliger Eishockeyspieler des ATSE Graz, übernahm 2005 von Waltraud Klasnic zum ersten Mal seit 1945 für die Sozialdemokraten den Landeshauptmannsessel der Steiermark. Er war außerdem der erste gewählte sozialdemokratische Landeshauptmann der Steiermark überhaupt. 2010 wurde er als Landeshauptmann wiedergewählt.                          |        |         |                                                                       | | |
| 19                          | Hermann Schützenhöfer | ÖVP    | 35.     | 16. Juni 2015 – 17. Dezember 2019 (→ Landesregierung Schützenhöfer I) | Michael Schickhofer | Christopher Drexler, Johann Seitinger, Ursula Lackner, Jörg Leichtfried (bis 18. Mai 2016), Doris Kampus, Christian Buchmann, Anton Lang (ab 18. Mai 2016)                                                                                          |
| 19                          | Hermann Schützenhöfer | ÖVP    | 36.     | 17. Dezember 2019 – 4. Juli 2022(→ Landesregierung Schützenhöfer II)  | Anton Lang | Juliane Bogner-Strauß, Christopher Drexler, Johann Seitinger, Ursula Lackner, Doris Kampus, Barbara Eibinger-Miedl |
| 20                          | Christopher Drexler | ÖVP    | 37.     | 4. Juli 2022– 18. Dezember 2024(→ Landesregierung Drexler)            | Anton Lang | Werner Amon, Juliane Bogner-Strauß (bis 17. Oktober 2023), Johann Seitinger (bis 17. Oktober 2023), Ursula Lackner, Doris Kampus, Barbara Eibinger-Miedl, Karlheinz Kornhäusl (seit 17. Oktober 2023), Simone Schmiedtbauer (seit 17. Oktober 2023) |
| 21                          | Mario Kunasek | FPÖ    | 38.     | 18. Dezember 2024 (→ Landesregierung Kunasek)                         | Manuela Khom | Hannes Amesbauer, Willibald Ehrenhöfer (seit 6. März 2025), Stefan Hermann, Claudia Holzer, Barbara Eibinger-Miedl (bis 3. März 2025), Karlheinz Kornhäusl, Simone Schmiedtbauer                                                                    |